# Fränklowie i Pinkusowie
Fränklowie i Pinkusowie – niemiecka rodzina fabrykantów pochodzenia żydowskiego, związana z Prudnikiem. Założyciele i właściciele jednej z największych fabryk włókienniczych na świecie (późniejszy „Frotex”).

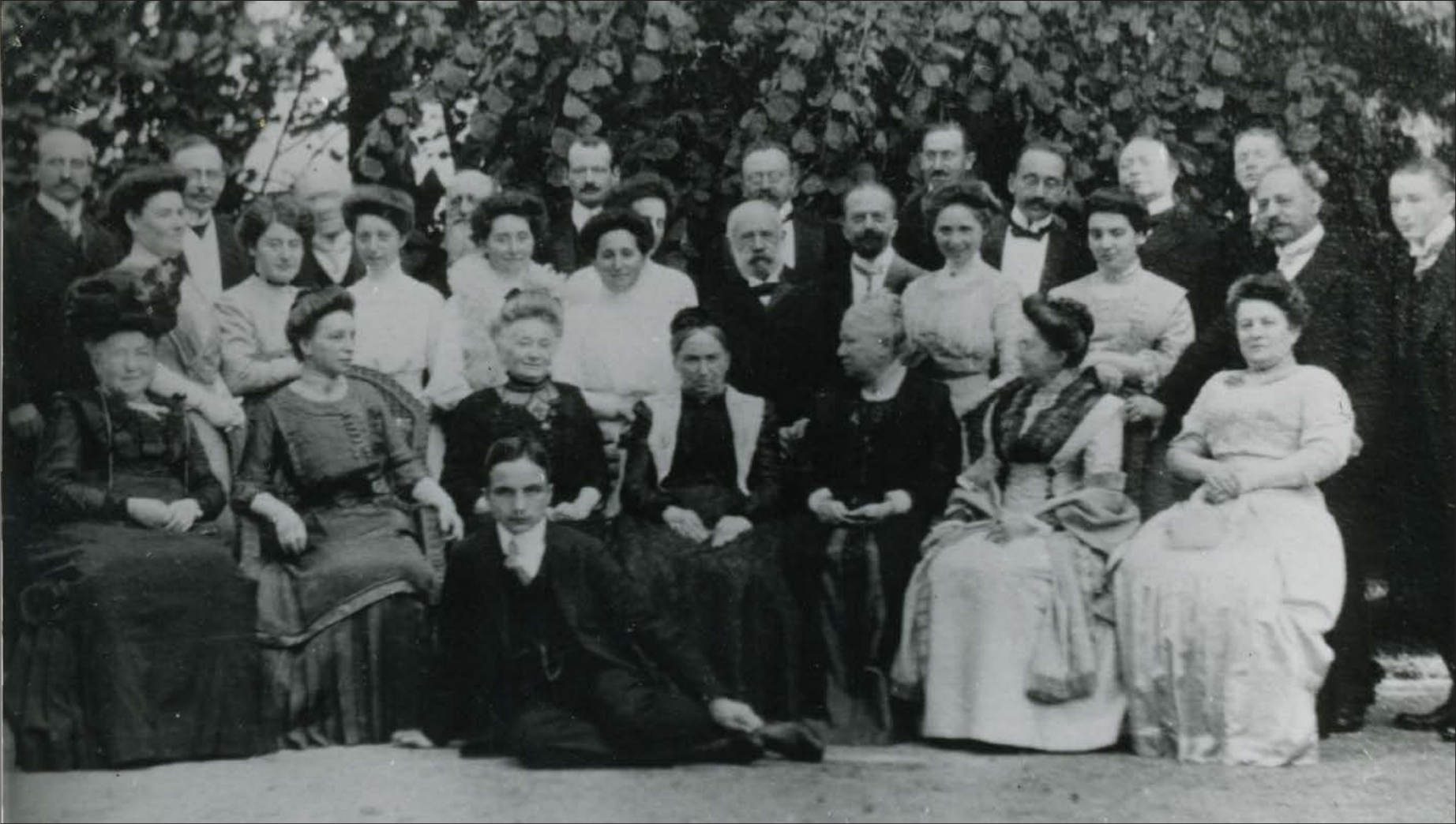
Portret rodzinny Fränklów i Pinkusów

## Fränklowie
Za najstarszego znanego przedstawiciela rodziny Fränklów uznawany jest Isaak ben Abraham Fränkel (1725–1815). Pochodził on z Osobłogi. Był on człowiekiem uczonym, zasiadał w zarządzie bractwa pogrzebowego (Chewra Kadisza) tamtejszej gminy żydowskiej. Jego żoną była Ernestine Rosenthal. Jedynym znanym synem tego małżeństwa był Abraham Isaak Fränkel (1750–1835), który wyemigrował ze Śląska Austriackiego do Białej Prudnickiej na Górnym Śląsku, gdzie trudnił się kupiectwem. Abraham był dwukrotnie żonaty. Jego pierwszą żoną została Blume Wiener (Bluhme, Bertha, zm. 1790), a po jej śmierci ożenił się z jej siostrą – Chandel (Joanna; 1773–1866). Abraham miał z Blume czworo dzieci: Itzika (Isaaka), Rebekę, Menachema (Mendel, Emanuel) i Eidel (Adelheit, Edel), natomiast z Chandel siedmioro: Moische (Moritz), Gersona (Gerschela), Samuela, Schlomo (Salomona), Josefa (Josepha), Rachel i Rosalie (Rause). Piątka dzieci Abrahama pozostała w rodzinnej Białej, reszta natomiast przeniosła się do innych miejscowości na Śląsku. Osiedlili się w Prudniku, Głogówku, Nysie, Opolu, Widnawej i Gliwicach.

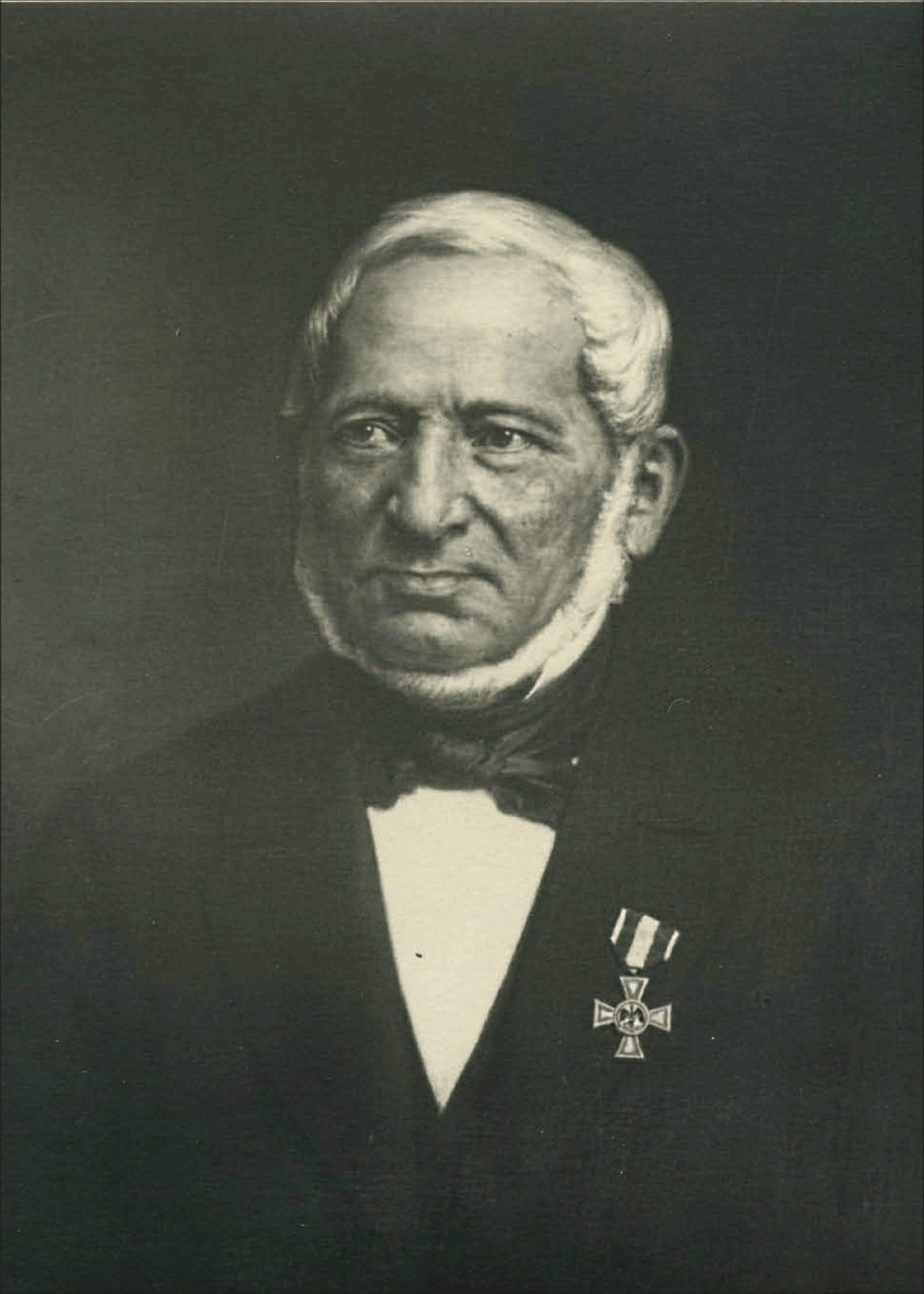
Samuel Fränkel

Samuel Fränkel, urodzony w 1801, w 1824 poślubił Esterę Polke (Ernestine; 1802–1879), córkę Berachy Adler (Babette) i Jehudy Löbela Polkego, bialskiego destylatora i rzeźnika rytualnego. W małżeństwie tym urodziło się czternaścioro dzieci (jedenaścioro przeżyło wiek dziecięcy): Zwi, Menachem, Jehuda (1825–1858), Akiba (1826–1834), Dorothea (1829–1904), Cäcilie (1830–1916), Josef (1831–1864) Jenny (1833–1892), Abraham (1835–1904), Albert (1837–1909), Auguste (1838–1919), Rosalie (1840–1913), Emanuel (1842–1920) i Hermann (1844–1901). W 1827 Samuel zamieszkał w Prudniku, gdzie w kamienicy na Rynku (południowo-zachodnia pierzeja; ob. Rynek 9) założył sklep skupujący płótno wełniane i lniane produkowane w warsztatach domowych. W sklepie Samuela sprzedawano również porcelanę, parasole i zabawki. Nad lokalem znajdowało się mieszkanie Fränklów. Firma szybko przekształciła się w przedsiębiorstwo nakładcze. Samuel zmechanizował produkcję, wprowadzając przy tym nowoczesne na tamte czasy uszlachetnianie tkanin – apreturowanie.

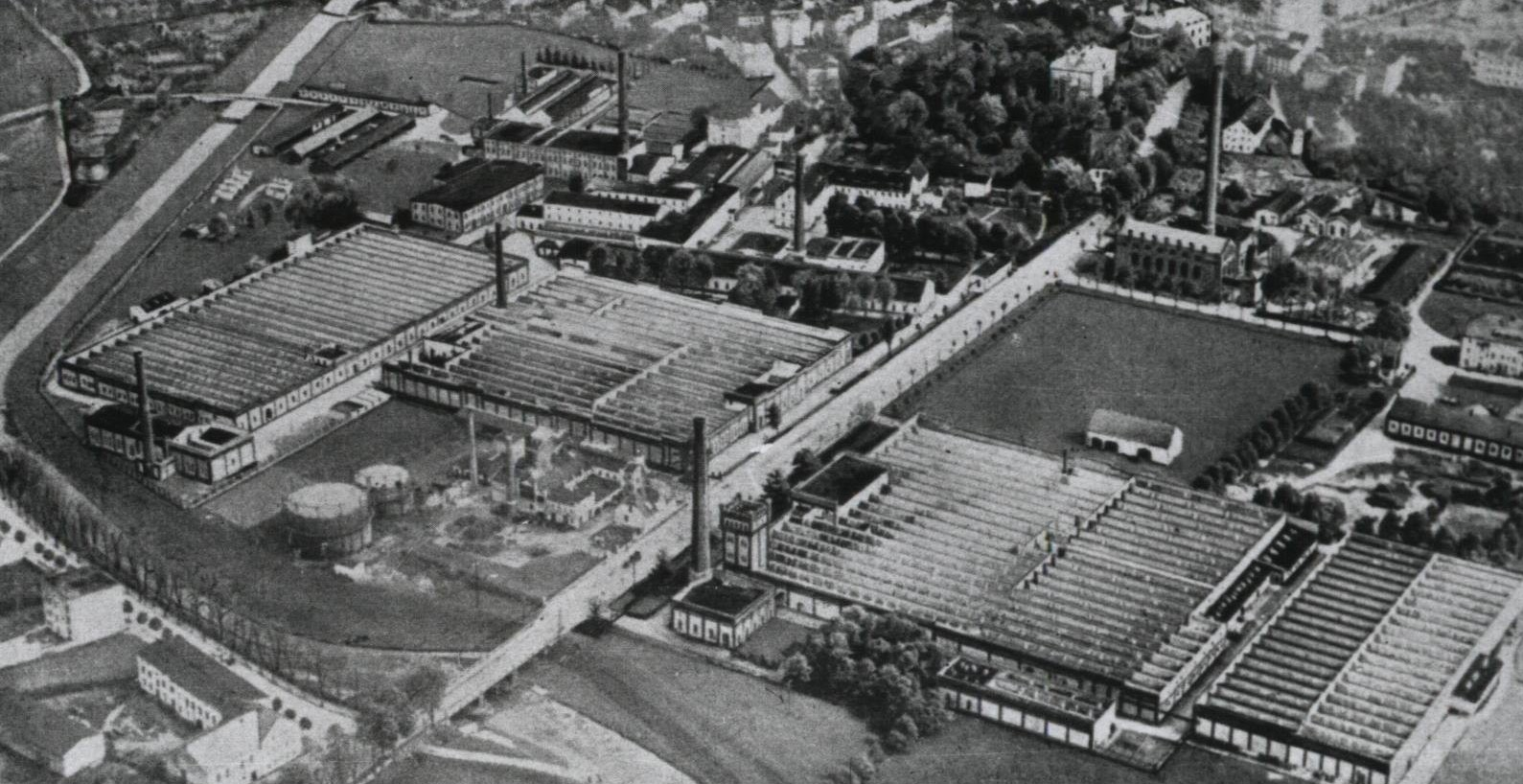
Zakłady Fränkla (1864)

W 1845 Fränkel założył fabrykę tkanin lnianych tuż nad brzegiem rzeki Prudnik przy ulicy Nyskiej (daw. Neisserstrasse). W 1847 przejął konkurencyjną, bankrutującą fabrykę Augusta Thilla. Zakład Fränkla bardzo szybko stał się jednym z największych zakładów tekstylnych nie tylko w Europie. Otworzył kilka filii (między innymi w Berlinie, Augsburgu, Głuchołazach, Kietrzu i Korfantowie), by w końcu stać się jednym z największych producentów wyrobów lnianych na świecie. Poza prowadzeniem interesu, Samuel zajmował się również działalnością społeczną na rzecz Prudnika oraz powstałej w 1854 prudnickiej gminy żydowskiej, której przewodniczył. W 1857 został odznaczony orderem Orła Czerwonego VI klasy, a w 1863 otrzymał tytuł radcy komisarycznego. Ufundował powstanie synagogi w Prudniku, którą wybudowano w 1877. Pomimo bycia milionerem, do końca życia mieszkał nad swoim sklepem w rodzinnej kamienicy na Rynku. Zmarł w 1881, został pochowany na cmentarzu żydowskim w Prudniku przy ul. Kolejowej. Na mocy jego testamentu przekazano 900 marek prudnickim szpitalom, 2100 klasztorowi bonifratrów na zakup nowych łóżek do przyklasztornej lecznicy i 15000 marek prudnickiemu magistratowi, z czego co roku 11 listopada i 11 grudnia wydawano na węgiel, który rozdawano potrzebującym mieszkańcom miasta.

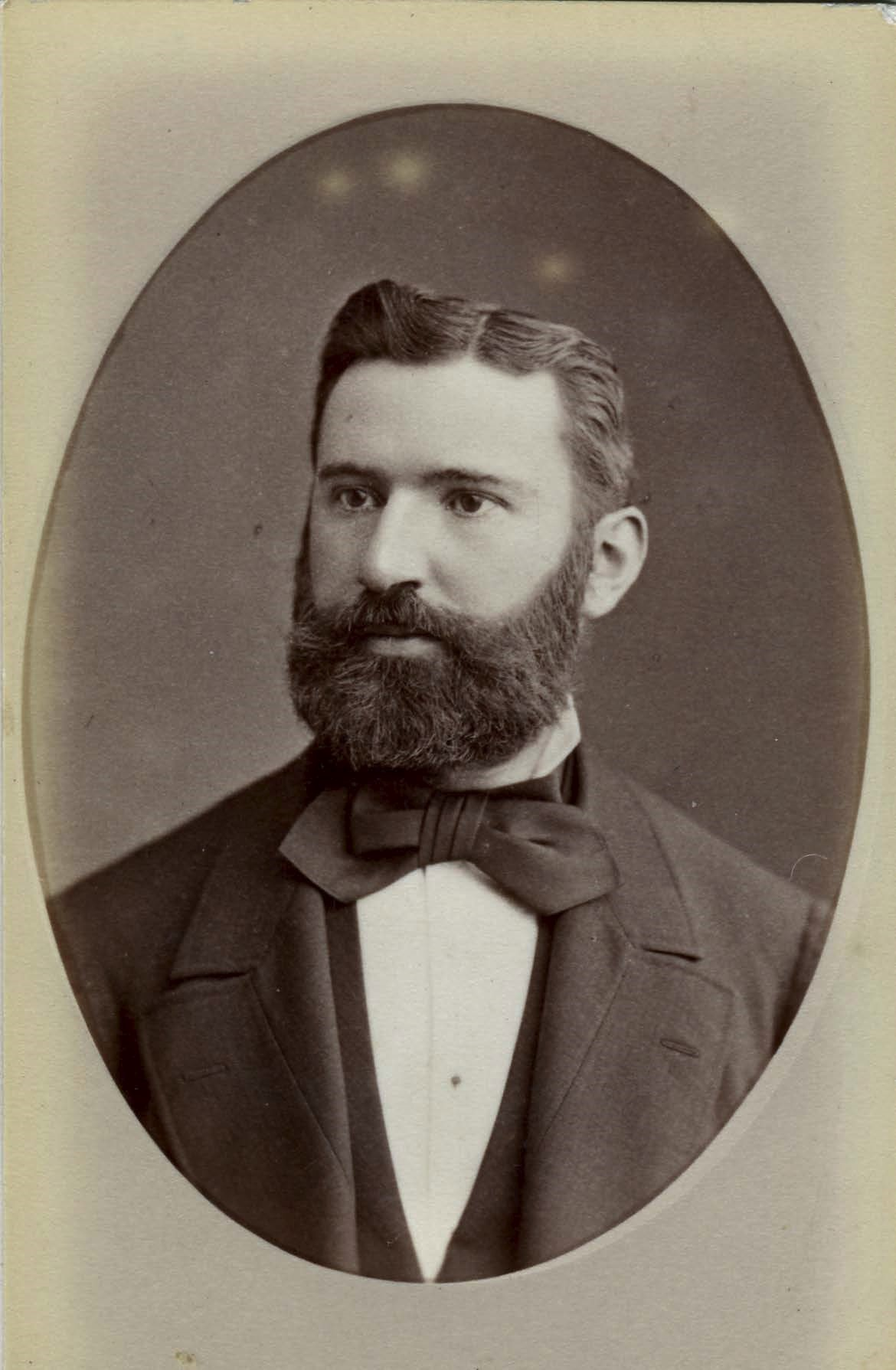
Hermann Fränkel

Abraham – syn Samuela, ukończył ewangelicką szkołę elementarną w Prudniku, a następnie Królewskie Gimnazjum w Nysie. W 1852 podjął pracę w sklepie ojca, a następnie w rodzinnej fabryce. Zastąpił Samuela na stanowisku przewodniczącego gminy żydowskiej. Funkcję tę pełnił do śmierci w 1904. Najmłodszy syn Samuela – Hermann – 1 lipca 1872 ożenił się z Florą Alexander (1851–1929) z Wrocławia. W 1883 wybudował willę przy ul. Kościuszki (ówczesna Hindenburgestrasse) w Prudniku. Był też jednym z fundatorów Parku Miejskiego w Prudniku. W 1901 podarował szpitalowi w Prudniku 6000 marek na zakup łóżek dla chorych. Następnie wraz z żoną podarowali 100000 marek na fundusz dla słabowitych i nieuleczalnie chorych. Za działalność dobroczynną na rzecz miasta został jego honorowym obywatelem. Pełnił funkcję honorowego konsula Persji w Niemczech. Emanuel Fränkel ożenił się z Emmą Deutsch. Był współzałożycielem prudnickiej sekcji Morawsko-Śląskiego Sudeckiego Towarzystwa Górskiego, mieszkał w willi w okolicy Parku Miejskiego.
W 1845 w Głogówku urodziła się Mathilda Fränkel – prababka demokratycznego kandydata na stanowisko prezydenta USA w 2004 Johna Kerry’ego. Mathilda wyszła za mąż za Benedikta Kohna z Hornego Beneszowa. Tamże urodził się ich syn Fritz Kohn, który później zmienił wyznanie na katolicyzm i nazwisko na Kerry. Rodzina w 1905 roku wyemigrowała do Stanów Zjednoczonych, gdzie urodził się Richard Kerry, a w 1943 jego syn – John Kerry.

## Pinkusowie
Protoplastą rodu Pinkusów był Josef Lisser – urodzony około 1725 roku w Lesznie w Wielkopolsce. W 1767 został odnotowany we wrocławskim rejestrze kupców. Według Arkadiusza Barona, Lisser przeprowadził się na pruski Śląsk, ponieważ Leszno było jednym z najsilniejszych ośrodków żydowskiego handlu w Polsce i miało silne związki handlowe ze Śląskiem, dzięki czemu Lisser mógł dobrze znać swoje nowe miejsce zamieszkania. Ożenił się z Rebekką Danzinger (1736–1822), z którą miał pięcioro dzieci. Małżeństwo zamieszkało w Nysie. Jeden z ich synów – Chaim – założył w Nysie sklep z przędzą. W 1814 otrzymał obywatelstwo pruskie i przyjął nazwisko Pinkus. Wziął za żonę młodszą o 35 lat Dorotheę Proskauer (1806–1899) z Prószkowa. Jako wdowa po Chaimie, Dorothea sama wychowywała siedmioro, które uczęszczały do nyskiego gimnazjum, jednak ze względu na warunki finansowe chłopcy musieli zmienić szkołę i kształcić się w zawodzie kupca.

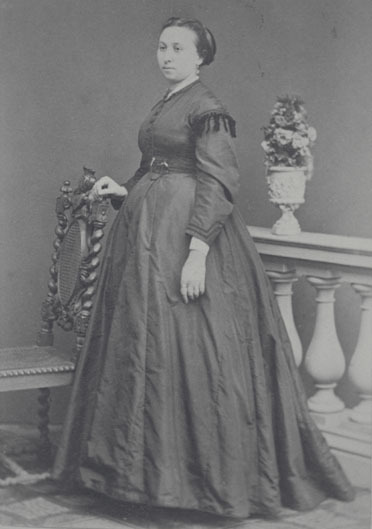
Augusta Pinkus z domu Fränkel

Najstarszy syn Pinkusów – Josef (1829–1909) – w 1843 przyjechał do Prudnika, gdzie zatrudnił się w firmie Samuela Fränkla. Córki Samuela Fränkla – Rosalia i Augusta – wyszły za mąż za braci Pinkus – Benjamina i Josefa. Augusta i Josef pozostali w Prudniku, natomiast Rosalia i Benjamin przenieśli się do Berlina, gdzie Benjamin został przedstawicielem firmy Fränkla. W 1873 rodzina Pinkusów przeprowadziła się do willi przy ob. ul. Piastowskiej 26 (ob. Zespół Szkół Medycznych im. Janusza Korczaka). W willi kolekcjonowane były japońskie brązy, fajanse, chińskie naczynia, dzieła starej sztuki tkactwa i hafciarstwa, śląskie cyny i szkła oraz judaika. poświęcał się działalności w sferze publicznej. Pełnił funkcję radnego powiatowego oraz zasiadał w radzie miasta. Był współzałożycielem Opolskiej Izby Handlowej, członkiem Okręgowej Rady Kolejowej, Centralnego Stowarzyszenia Niemieckich Przemysłowców Przemysłu Płócienniczego, Śląskiego Tekstylnego Związku Zawodowego oraz Zrzeszenia Śląskich Przemysłowców Tekstylnych.

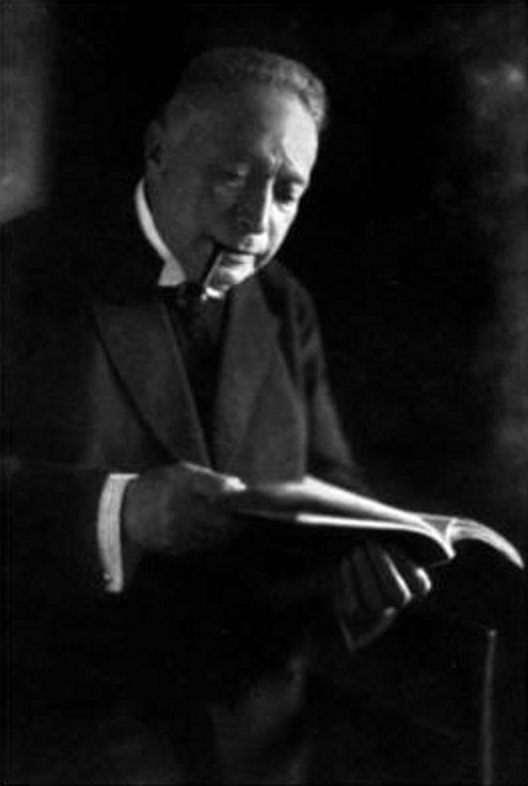
Max Pinkus

Max Pinkus, syn Josefa, przejął w firmie pełną odpowiedzialność po śmierci ojca w 1909 i przyczynił się do umocnienia jej znaczenia na świecie. Podobnie jak jego dziadek i ojciec, Max finansował wiele przedsięwzięć służących pracownikom fabryki i mieszkańcom miasta: stworzył fundusz emerytalny dla robotników firmy, fundował stypendia dla uczniów prudnickiego gimnazjum, zbudował szpital, którego utrzymanie sam finansował do 1918, kiedy to przekazał go miastu. Dziełem życia Maxa Pinkusa było stworzenie Biblioteki Śląskiej w jego willi, której celem było zebranie dzieł dotyczących Śląska ze wszystkich dziedzin: historii, prawodawstwa, ludoznawstwa, literatury pięknej, przyrody, religii. Młodsza siostra Maxa – Hedwig Pinkus – wyszła za mąż za Paula Ehrlicha ze Strzelina. Ich ślub odbył się 14 sierpnia 1883 w ufundowanej przez Samuela Fränkla synagodze w Prudniku. Ehrlich rozpoczął pracę w berlińskiej klinice, w której prowadził swoje badania, rozwijając nową dziedzinę wiedzy medycznej – histologię krwi, a także dając początek chemioterapii doświadczalnej. Opracował metodę barwienia prątków gruźlicy oraz znakowania bakterii. Za badania w immunologii otrzymał w 1908 Nagrodę Nobla w dziedzinie fizjologii lub medycyny.
Najstarszym dzieckiem Maxa był Hans Hubert Pinkus, urodzony w 1891. Z powodu zbliżającej się I wojny światowej, w październiku 1913 został powołany w randze podoficera rezerwy do eskadronu 15 Pułku Huzarów Królowej Holenderskiej Wilhelminy w Wandsbek. W sierpniu 1914 pod Charleroi w południowej Belgii na prawie 3 lata trafił do francuskiej niewoli po spadnięciu z postrzelonego konia. Powrócił do Prudnika, w 1920 poślubił córkę ministra Turyngii Elfriede von Vietinghoff, z którą miał syna Howarda Johna Roya (znanego potem jako John Peters). W 1925 roku, po odbyciu dwuletniej praktyki w zakładzie, zajął miejsce ojca w zarządzie rodzinnego przedsiębiorstwa. Rok później ożenił się z Elisabeth Lilly Schottländer. Para miała dwie córki bliźniaczki: Johannę Hedwig (1927–1995) oraz Fredę Marię (1927–1940). Elisabeth była z urodzenia Żydówką, jednak konwertowała się na wiarę katolicką. Podczas nocy kryształowej z 9 na 10 listopada 1938, kiedy to hitlerowcy w Prudniku m.in. spalili synagogę, Hans został aresztowany przez Gestapo. Pinkusowie i Fränklowie otrzymali ultimatum od władz: mogli emigrować z Rzeszy lub zostać wywiezionymi do obozu koncentracyjnego. 31 grudnia 1938 rodzina opuściła Rzeszę, kierując się najpierw do Belgii, a następnie Irlandii Północnej. Pinkusom udało się przetransportować drogą morską sporą część ich majątku, głównie w postaci mebli. Hans Hubert Pinkus zmarł 8 lutego 1977 roku w Crowborough. Jego żona Lilly oraz córka Johanna do śmierci mieszkały w Belfaście. Syn John, który zmienił nazwisko z Pinkus na Peters, mieszkał zarówno na Wyspach Brytyjskich, jak i w Szwajcarii. Często odwiedzał Prudnik, zmarł w 2019.

## Rodzina w czasach teraźniejszych
Potomkowie Fränklów i Pinkusów są rozproszeni po świecie, żyją m.in. w Anglii, Stanach Zjednoczonych, Chile, Australii, Izraelu i Niemczech. W Anglii pozostały dzieci Johna Petersa – syn Anthony (dyrektor Banku Amerykańskiego w Londynie) i córka Helen. W Ann Arbor w Stanach Zjednoczonych zamieszkał Walter Pinkus – prawnuk Beniamina Pinkusa (brata Josefa Pinkusa). Także w USA mieszkają potomkowie Hedwig i Paula Ehrlichów. W 2015 zmarł Patrick De Jonhge (1955–2015) – syn Susan Jacobs z domu Fränkel (córka Kurta Fränkla) z małżeństwa z Holendrem Albertem De Jonghe. Ta część rodziny zamieszkała w Australii. Na Bawarii mieszka Bjoern Pinkus, którego pradziadkiem miał być Carl – syn Maxa Pinkusa, jednakże Max oficjalnie miał tylko troje dzieci (Hans Hubert, Klaus Valentin, Alice), co znaczyłoby, że miał on dziecko z niezidentyfikowaną historycznie kobietą.
W latach 1957, 1967, 1973 i 1975, Hans Hubert Pinkus przekazał dla Leo Baeck Institute w Nowym Jorku całość archiwum rodzinnego i zakładowego. Część materiałów została zdigitalizowana.

## Budynki związane z rodziną

### Willa przy ul. Kościuszki 1A

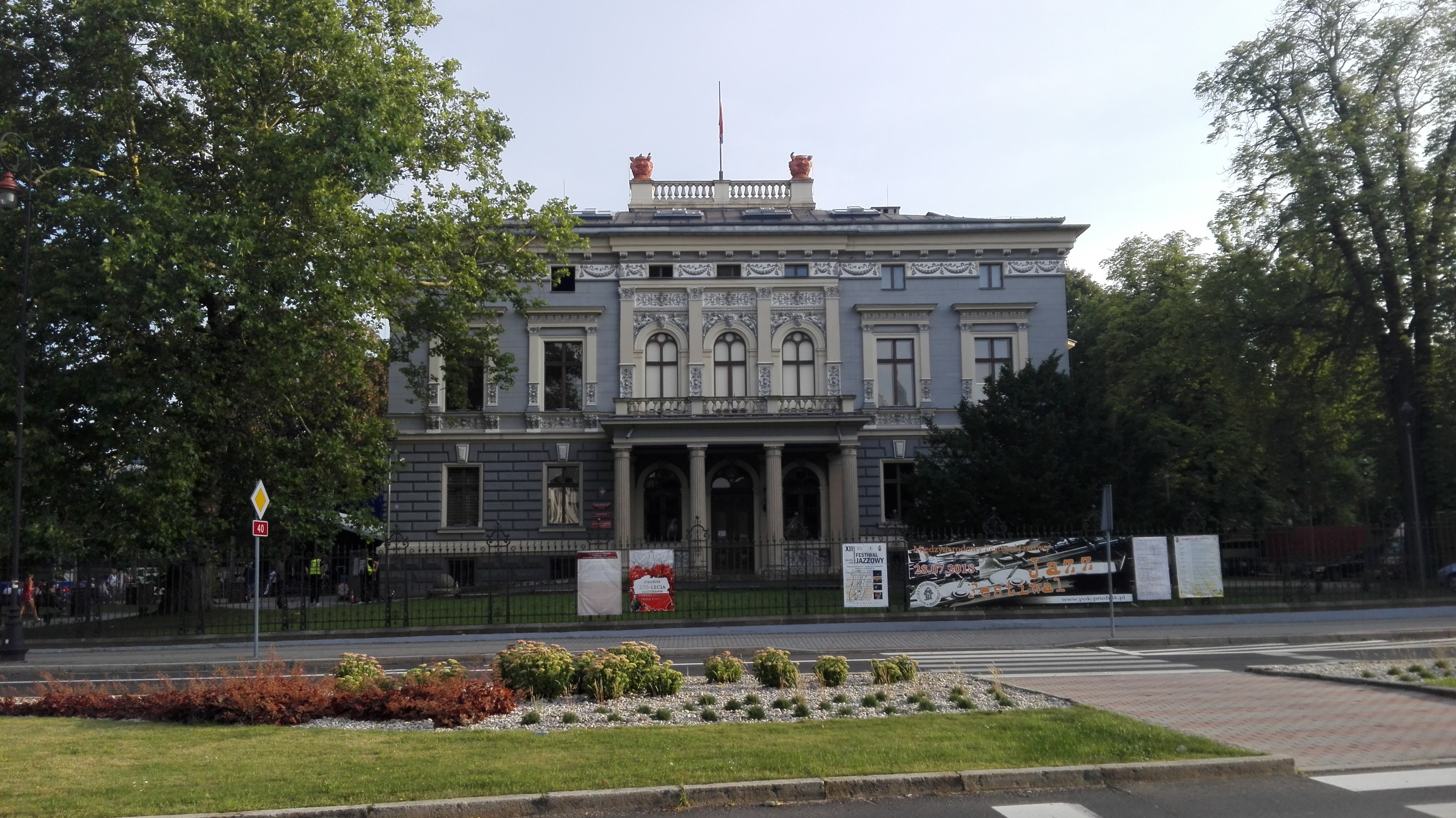
Willa przy ul. Kościuszki 1A

Willę zbudował w 1883 roku Hermann Fränkel, syn Samuela Fränkla. Po II wojnie światowej budynek pełnił funkcję domu kultury Zakładów Przemysłu Bawełnianego „Frotex”. W 2007 roku willa została przejęta przez gminę Prudnik, która otworzyła w niej Prudnicki Ośrodek Kultury. W 2010 podczas remontu budynku odkryto wiele cennych zdobień, które zostały usunięte, lub zamalowane farbą olejną podczas remontów przeprowadzonych przez ZPB „Frotex”.

### Willa przy ul. Nyskiej 2

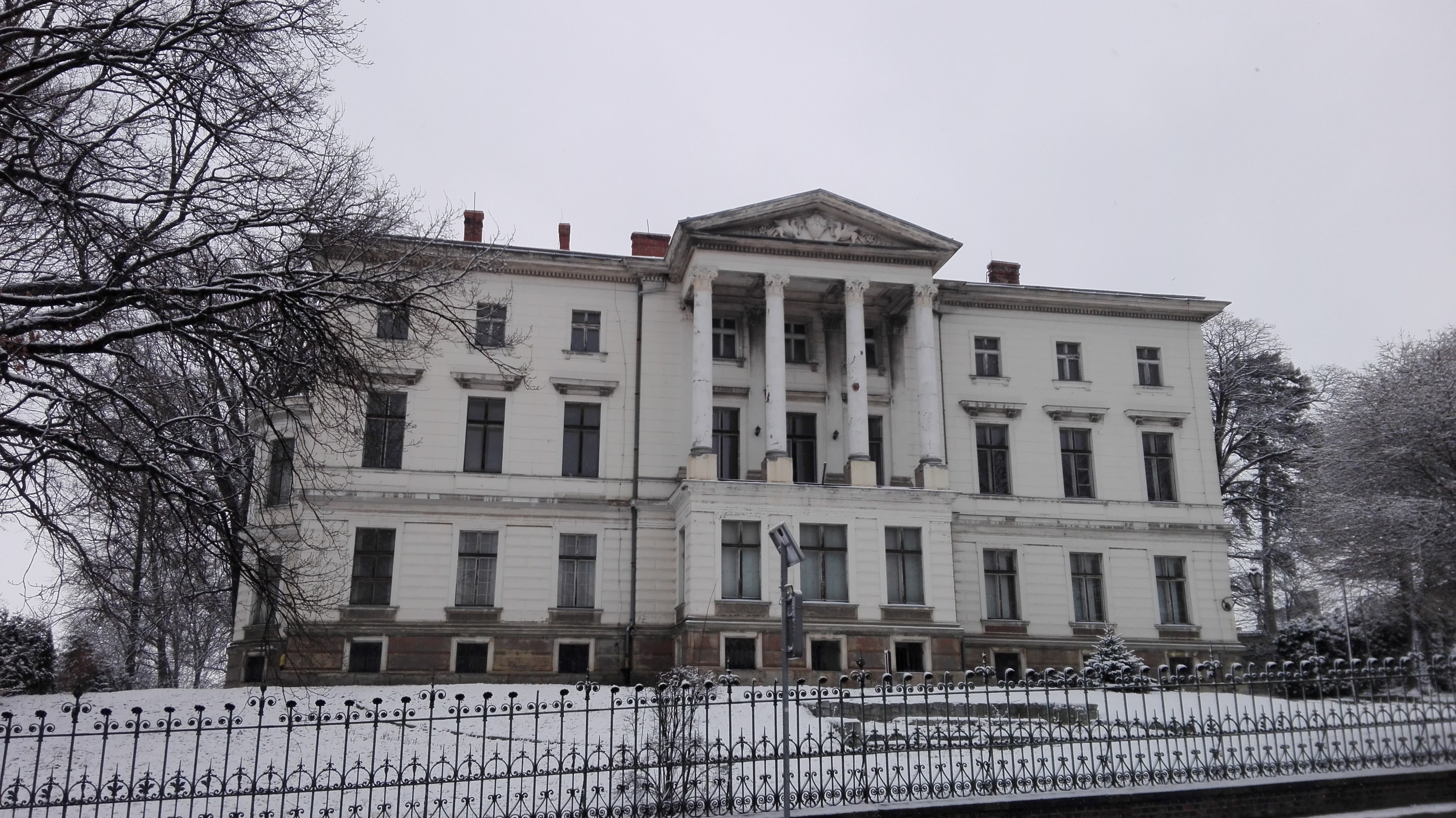
Willa przy ul. Nyskiej 2

Willa została wzniesiona około 1882 roku. Do 1939 była zamieszkiwana przez wnuków Samuela Fränkla – Ernsta Fränkla i Maxa Pinkusa. W budynku znajdowała się Biblioteka Śląska, która była jedną z największych bibliotek w Niemczech i Europie. Po śmierci Maxa Pinkusa w 1934 księgozbiór został rozproszony. Najbardziej wartościowe tomy trafiły do Państwowej Biblioteki Uniwersyteckiej we Wrocławiu.
Willę często odwiedzali przyjaciele Maxa Pinkusa. Należeli do nich m.in. Hermann Stehr, który napisał w niej swoje opowiadanie Lutnik (1926) i Gerhart Hauptmann, dla którego willa była wzorem dla domu głównego bohatera dramatu Przed zachodem słońca.
Po II wojnie światowej willa była wykorzystywana jako zakładowe przedszkole dla pracowników ZPB „Frotex”. Obecnie budynek stanowi własność prywatną.

### Willa przy ul. Parkowej 2

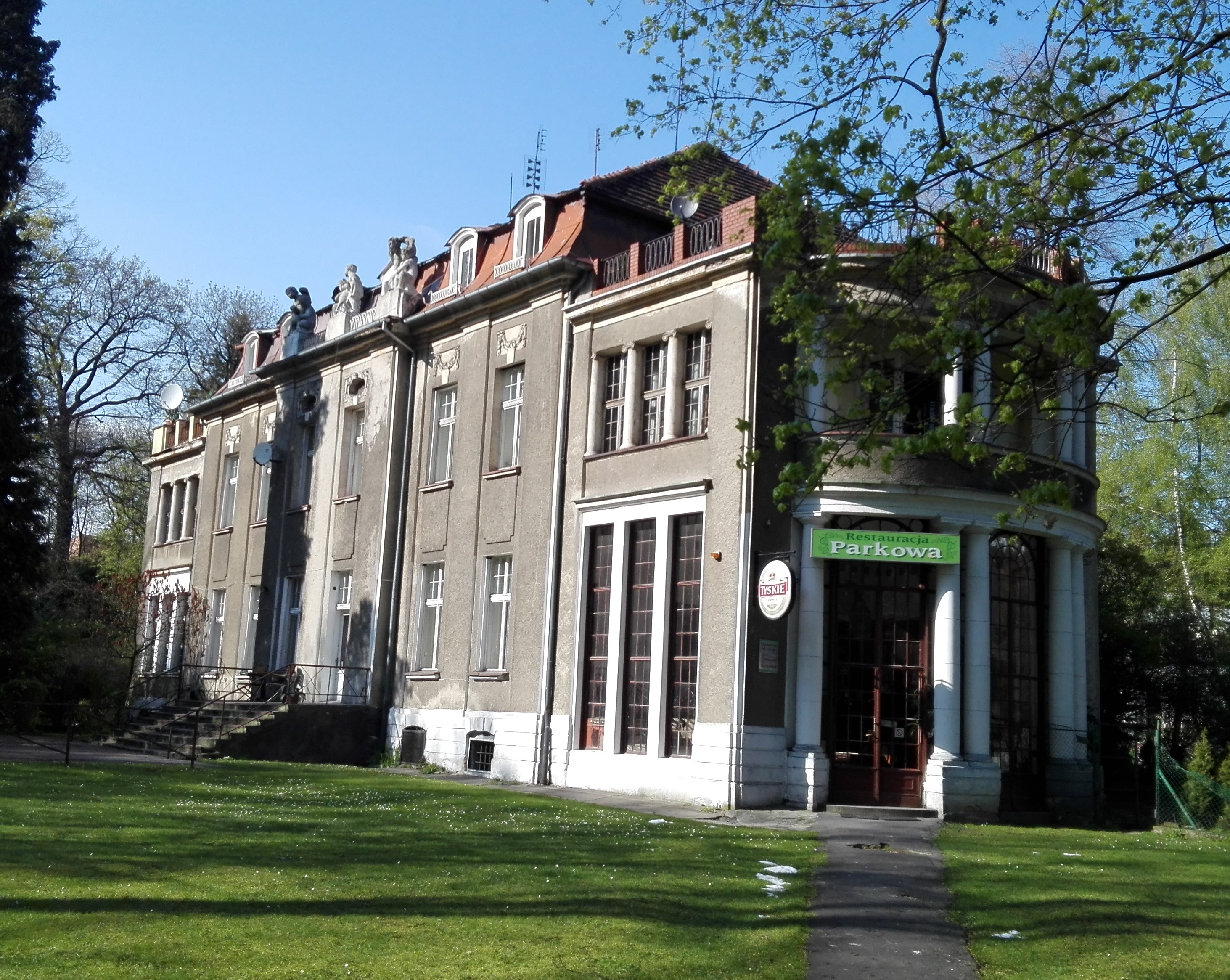
Willa przy ul. Parkowej 2

Pałacyk na skraju Parku Miejskiego w Prudniku został zbudowany w połowie XIX wieku. W 1914 został rozbudowany. Należał on do Alberta Fränkla. Budynek jest obecnie popularnie nazywany „Parkowa” od nazwy restauracji, która tu funkcjonuje.

### Willa przy ul. Piastowskiej 26

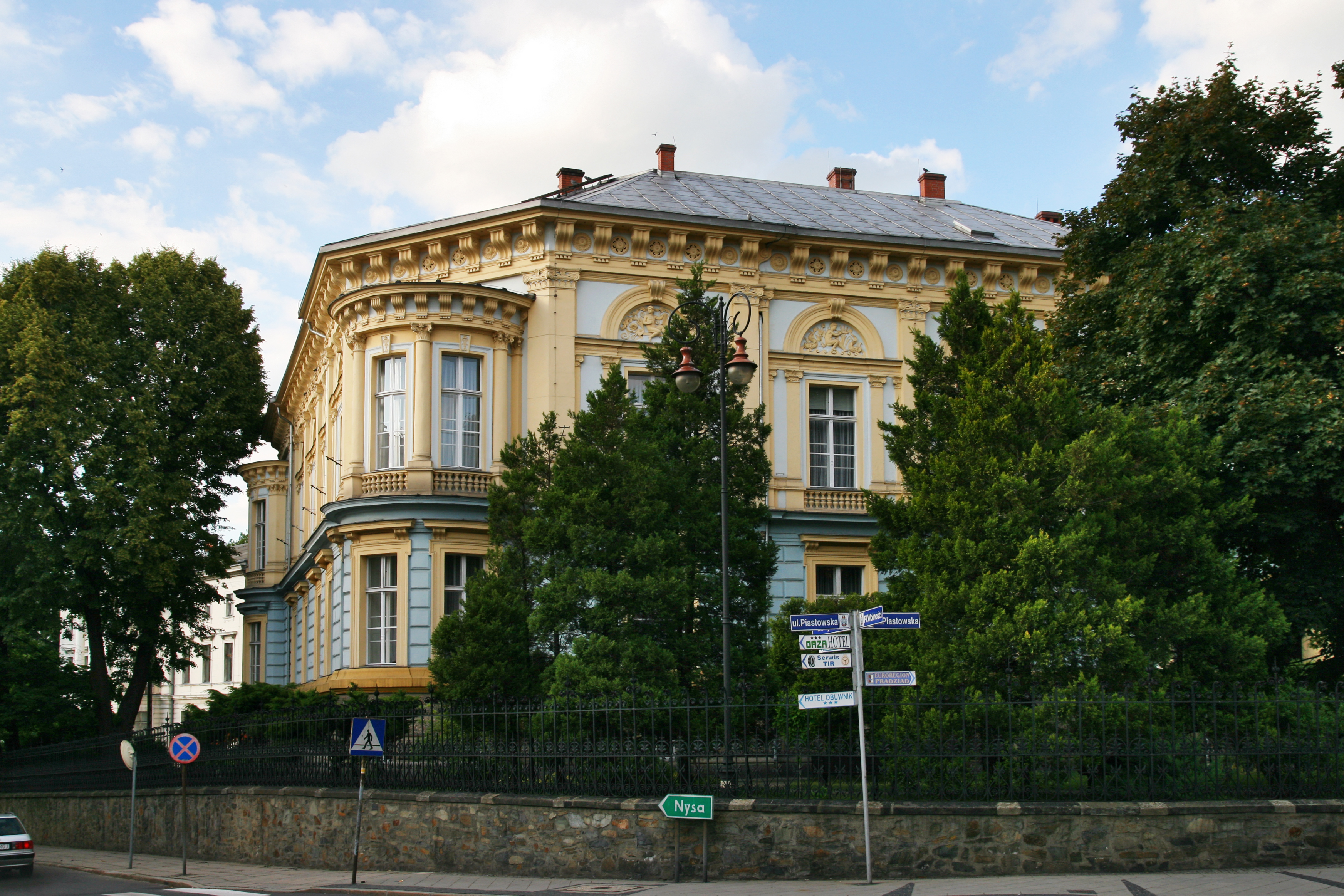
Willa przy ul. Piastowskiej 26

Budynek wzniesiony w 1873 roku z inicjatywy Josefa Pinkusa i jego żony Augusty, córki Samuela Fränkla. Po zakończeniu II wojny światowej willa stała się własnością Zakładów Przemysłu Bawełnianego „Frotex”. W 1957 przeznaczono ją na potrzeby szkoły pielęgniarskiej. 1 czerwca 1978 decyzją Urzędu Wojewódzkiego w Opolu szkole nadano imię Janusza Korczaka i został jej przekazany sztandar szkolny. W 2004 została otwarta Szkoła Policealna dla Dorosłych. W 2013 powstało Publiczne Technikum.

### Willa przy ul. Mickiewicza 7

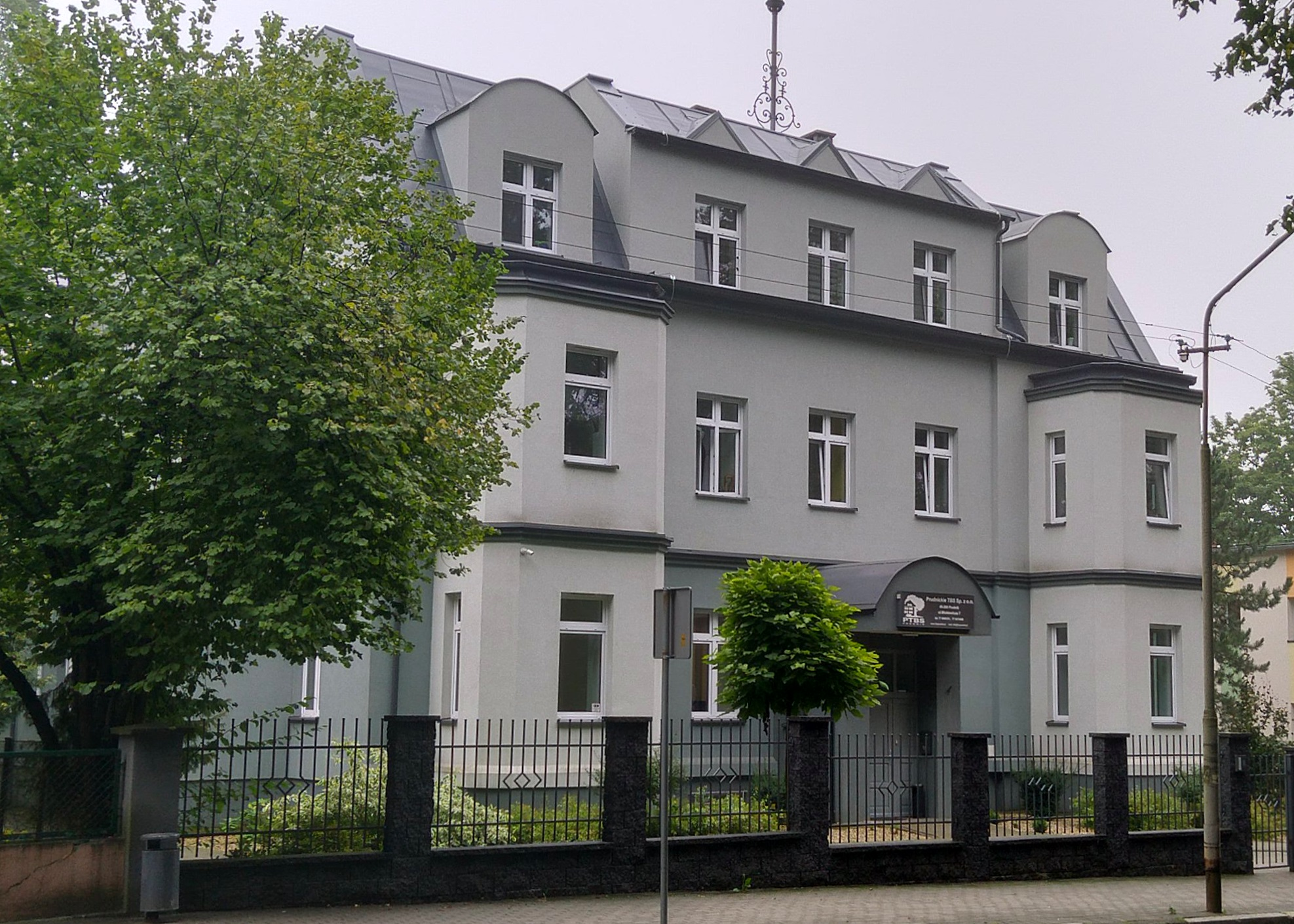
Willa przy ul. Mickiewicza 7

Abraham Fränkel w 1901 nabył nieruchomość przy ob. ul. Mickiewicza 7. Zbudowano w tym miejscu willę, którą prawdopodobnie zamieszkiwał do swojej śmierci w 1904. W 1906 budynek odkupił porucznik Schell, przez co popularnie nazywany był „Willą Schella”. Posiadłość stała się własnością miasta (Stadtgemeinde Neustadt O/S) i służyła jako służbowe mieszkanie burmistrzów Prudnika (tzw. burmistrzówka, niem. Bürgermeisterhaus). Jako pierwszy zamieszkał w niej Paul Lange, następnie Paul Pietsch, a do opuszczenia miasta w marcu 1945 zamieszkiwał ją Felix Scholz. Po II wojnie światowej, pierwsze piętro budynku zamieszkiwała rodzina Nabzdyków zaangażowana w rozwój szkolnictwa w Prudniku (zob. Waleria Nabzdyk i Stanisław Nabzdyk), a na parterze powstał Powiatowy Inspektorat Oświaty. Następnie w willi działał żłobek, a po remoncie w 1988, przeprowadziła się do niego specjalna szkoła podstawowa nr 5. Szkoła funkcjonowała tu do 2010, kolejnym właścicielem budynku została gmina Prudnik. Od września 2013 mieści się tu Prudnickie Towarzystwo Budownictwa Społecznego Sp. z o.o., które wyremontowało budynek pod funkcje mieszkalno-użytkowe. Murowany, 4-kondygnacyjny i w całości podpiwniczony budynek ma 1101 m² powierzchni.

### Kamienica przy ul. Nyskiej 11
Obiekt mieszkalny znajdujący się w odnodze ulicy Nyskiej. Budynek wybudowano w 1910, w czasie, gdy dyrektorem fabryki Fränkla był Max Pinkus, jako dom pracowniczy. Na zachodniej ścianie budynku zachował się kartusz z tarczą herbową i inicjałami SF, które odnoszą się do Samuela Fränkla, a obok niego trzy stiukowe medaliony z płaskorzeźbami przedstawiającymi głowy nieznanych dwóch kobiet i mężczyzny. Bryła budynku jest prosta, posiada on dwie kondygnacje oraz niewielki wykusz. W czterospadowym dachu umieszczono lukarnę w formie wolego oka. Aktualnie administratorem obiektu jest Prudnickie TBS.

### Willa przy ul. Nyskiej 15
Budynek wzniesiono w 1913, a do użytku oddano na początku 1914 roku. Znajduje się niemal na wprost kamienicy robotniczej, w tej samej alejce, za fabryczną elektrociepłownią. Był on przeznaczony dla dyrektorów zakładu, przez co nazywano go „dyrektorówką”. Jest to piętrowa willa z mieszkalnym poddaszem, zbudowana na planie prostokąta z wysuniętym ryzalitem, którą wieńczy dwuspadowy dach mansardowy. W 1928 do budynku dobudowano balkon oraz nowe wejście ze schodami. Willa posiada drewniane podłogi i ma powierzchnię użytkową 173 m². Obecnie stanowi własność prywatną i pełni funkcje mieszkalno-użytkowe. Znajduje się w niej zakład dentystyczny.

### Schronisko w Wieszczynie

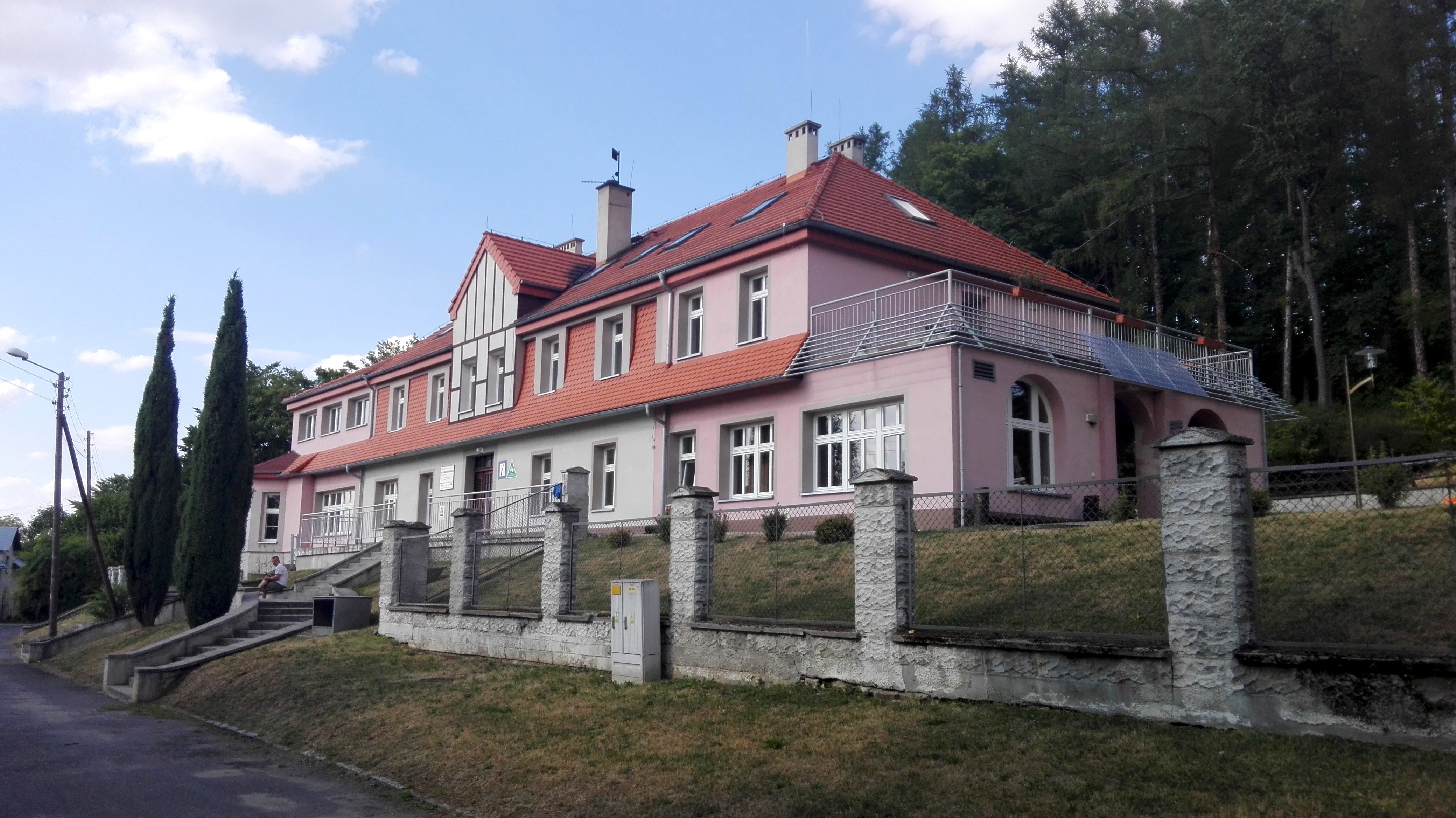
Schronisko w Wieszczynie

Obiekt w Wieszczynie został wybudowany na początku XX wieku. Stanowił on sanatorium dla dzieci pracowników fabryki Fränkla. Był to pierwszy zakładowy dom wypoczynkowy w okolicy Prudnika. W latach 30. XX wieku został rozbudowany. Po II wojnie światowej funkcjonował tu dom wczasowy, a następnie utworzono tu prewentorium, mające związek z działalnością ośrodka „Aleksandrówka” w Jarnołtówka. Gmina Prudnik odkupiła budynek od urzędu marszałkowskiego w 2007, a w 2012 oddała do użytku wyremontowany obiekt. Utworzono w nim schronisko młodzieżowe „U Króla Gór Opawskich”, które było filią Schroniska „Dąbrówka” w Prudniku. Powierzchnia użytkowa budynku wynosi ponad 900 m², w jego pobliżu znajduje się wieża widokowa.

### Szpital w Prudniku

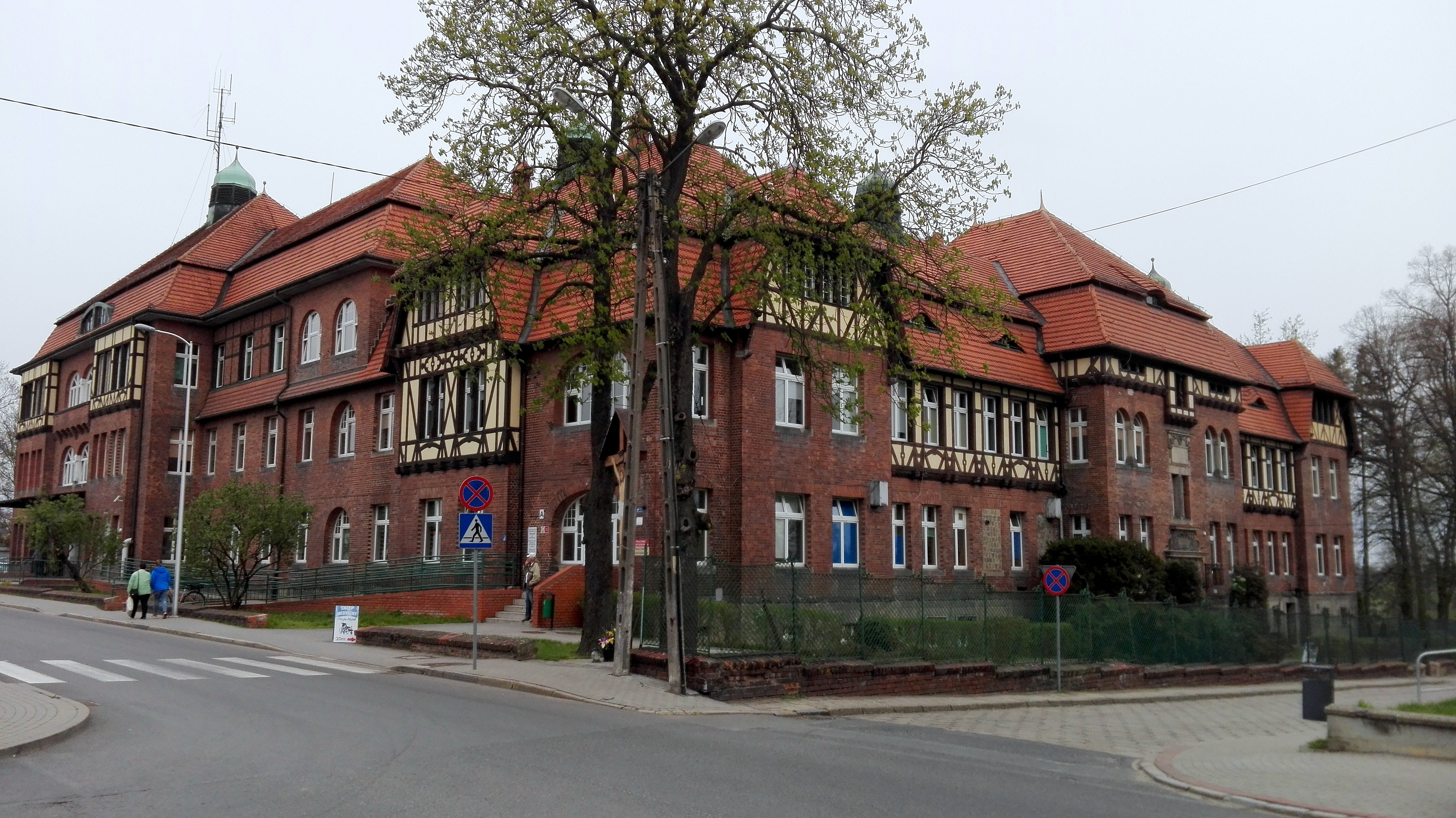
Szpital Powiatowy w Prudniku

Budynek szpitala został wzniesiony w latach 1903–1904 przez firmę „Ehrlich” z Wrocławia z inicjatywy prudnickiego przedsiębiorcy Maxa Pinkusa i jego żony Hedwig, którzy w całości pokryli koszty budowy. Została mu nadana nazwa Hedwig und Max Pinkus Stift i świadczył swoje usługi głównie pracownikom fabryki Fränkla. W 1910 Pinkusowie przekazał szpital miastu w celu zaoszczędzenia władzom Prudnika kosztownej inwestycji polegającej na budowie nowego szpitala miejskiego (w znajdującym się od 1866 szpitalu przy ul. Młyńskiej panowała już ciasnota). Wraz ze szpitalem władza otrzymała również dwie działki oraz 100 000 marek, które miały być przekazane na utrzymanie chirurga.
Przed rozpoczęciem I wojny światowej do budynku dobudowano południowe skrzydło, a także wzniesiono osobny budynek z oddziałem dla zakaźnie chorych. Funkcjonowanie szpitala było do 1920 finansowane przez Maxa Pinkusa. Umowa, którą zawarł z magistratem gwarantowała przyjmowanie przez placówkę chorych członków załogi zakładów „S. Fränkel” oraz członków rodziny Fränkli i Pinkusów. Fabryka „S. Fränkel” zaopatrywała szpital w prąd do 1922, kiedy w Prudniku wybudowano zakład energetyczny. Pod koniec lat 20. XX wieku w budynku znajdowało się od 150 do 160 miejsc dla chorych. Oprócz tego posiadał poradnię leczenia gruźlicy i chorób płuc. Do dyspozycji był aparat rentgenowski i ambulans.
Obecnie budynkiem szpitala zarządza Prudnickie Centrum Medyczne S.A. z siedzibą przy ulicy Szpitalnej 14.

### Dom przy ul. Jagiellońskiej 3

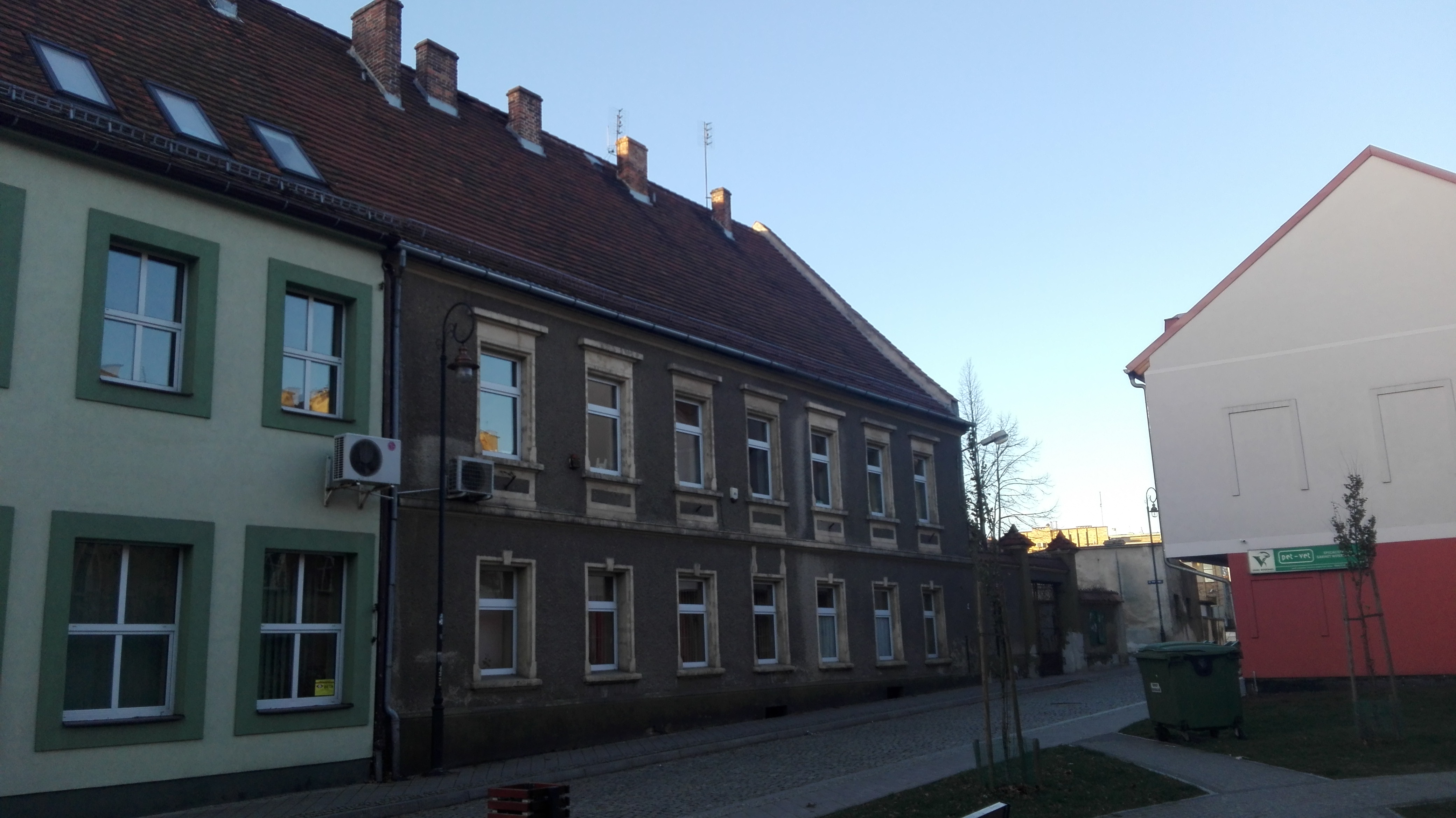
Dom przy ul. Jagiellońskiej 3

Budynek należał do syna Abrahama – Felixa, który po wyjeździe do Zgorzelca dla upamiętnienia swojego ojca przekazał go miastu. Obiekt przebudowano według planów miejskiego mistrza budownictwa Schinola na „przyjazny dom dla zniedołężniałych mężczyzn”. W placówce otwartej 14 października 1906 chorymi opiekowały się siostry szarytki, a docelowo zakład mógł przyjąć 22 osoby. W czasach polskich w budynku utworzono Ośrodek Pomocy Społecznej.

### Basen miejski przy ul. Parkowej

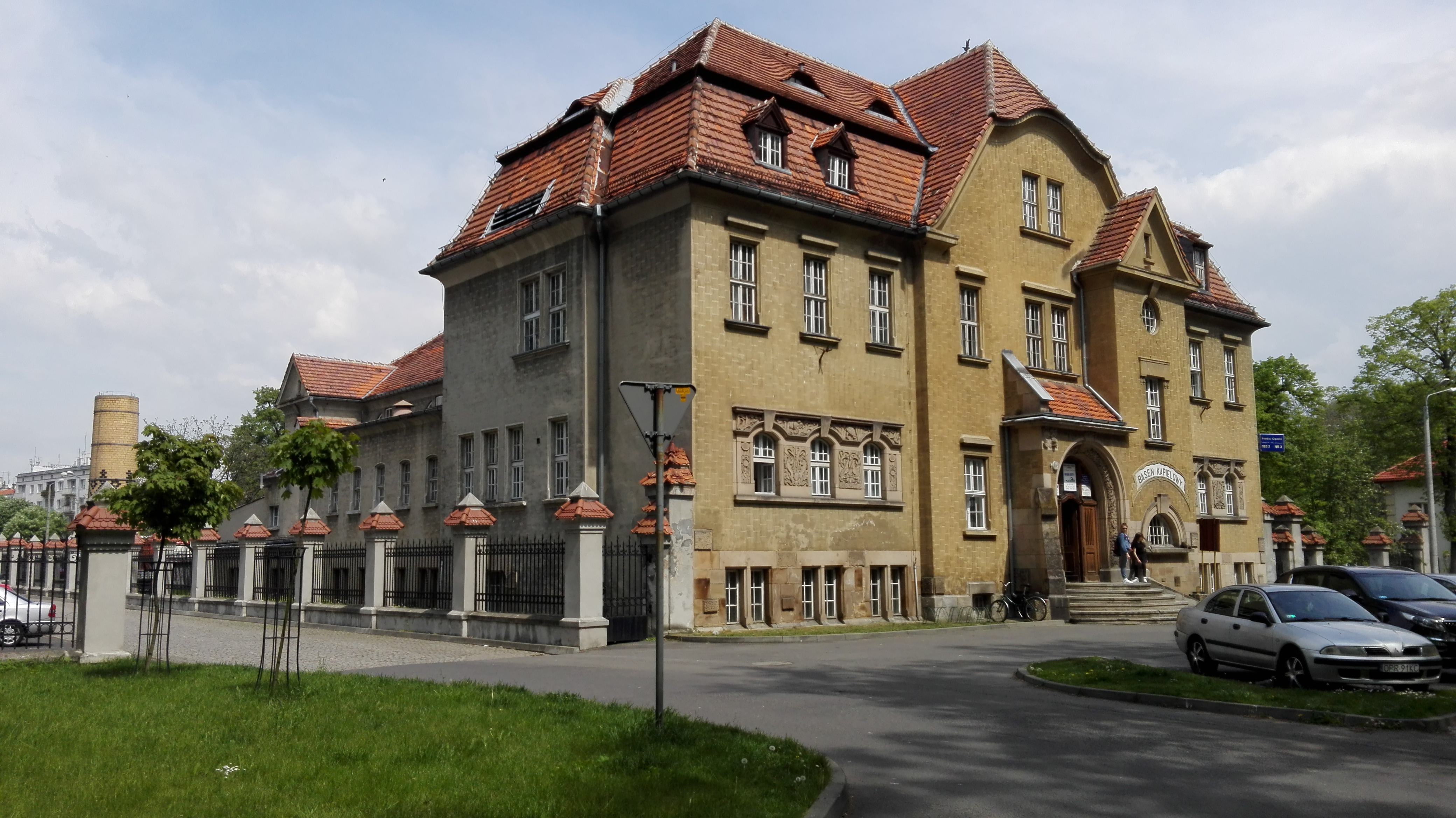
Basen miejski przy ul. Parkowej

Rada miasta planowała budowę łaźni miejskiej od 1895. W 1906 ówczesny dyrektor fabryki „S. Fränkel” Josef Pinkus razem z Albertem i Emanuelem Fränklem podarowali miastu 200000 marek na jej budowę. Utworzono komisję, która miała za zadanie dokonać przeglądu kąpielisk we Wrocławiu, Quedlinburgu i Berlinie. Ostatecznie jako wzór dla łaźni wybrano tę w Quedinburgu. Sprowadzono stamtąd budowniczego Launera, by opracował projekt budynku, a jego wykonanie powierzono prudnickiemu mistrzowi budownictwa Schinolowi. Budowę łaźni rozpoczęto w kwietniu 1906 roku, a jej uroczyste otwarcie nastąpiło 4 listopada 1907.
Przy wejściu do obiektu umieszczona została brązowa tablica, która była wyrazem podziękowania dla Josefa Pinkusa oraz Alberta i Emanuela Fränkla za ich wsparcie finansowe. Została ona usunięta po nastaniu nazizmu w Niemczech.

### Szkoła przyzakładowa przy ul. Prężyńskiej
Pomysł otwarcia szkoły zrodził się w czerwcu 1928, w związku z rozpoczętymi rok wcześniej darmowymi kursami na stanowisko pomocnika tkackiego, które odbywały się jeszcze na terenie fabryki. Celem funkcjonowania placówki miała być edukacja młodzieży przygotowująca do pracy przy produkcji tekstylnej oraz w ślusarniach fabrycznych. Szkoła została otwarta w listopadzie 1928. Zajęła cały budynek przy ulicy Prężyńskiej, który fabryka wynajęła na pięć lat. Uznawana była za równorzędną szkole zawodowej. W październiku 1930 rozszerzono ofertę szkoleń – poza robotnikami – na osoby związane z handlem i administracją. W budynku obecnie mieści się Powiatowe Centrum Kształcenia Praktycznego.

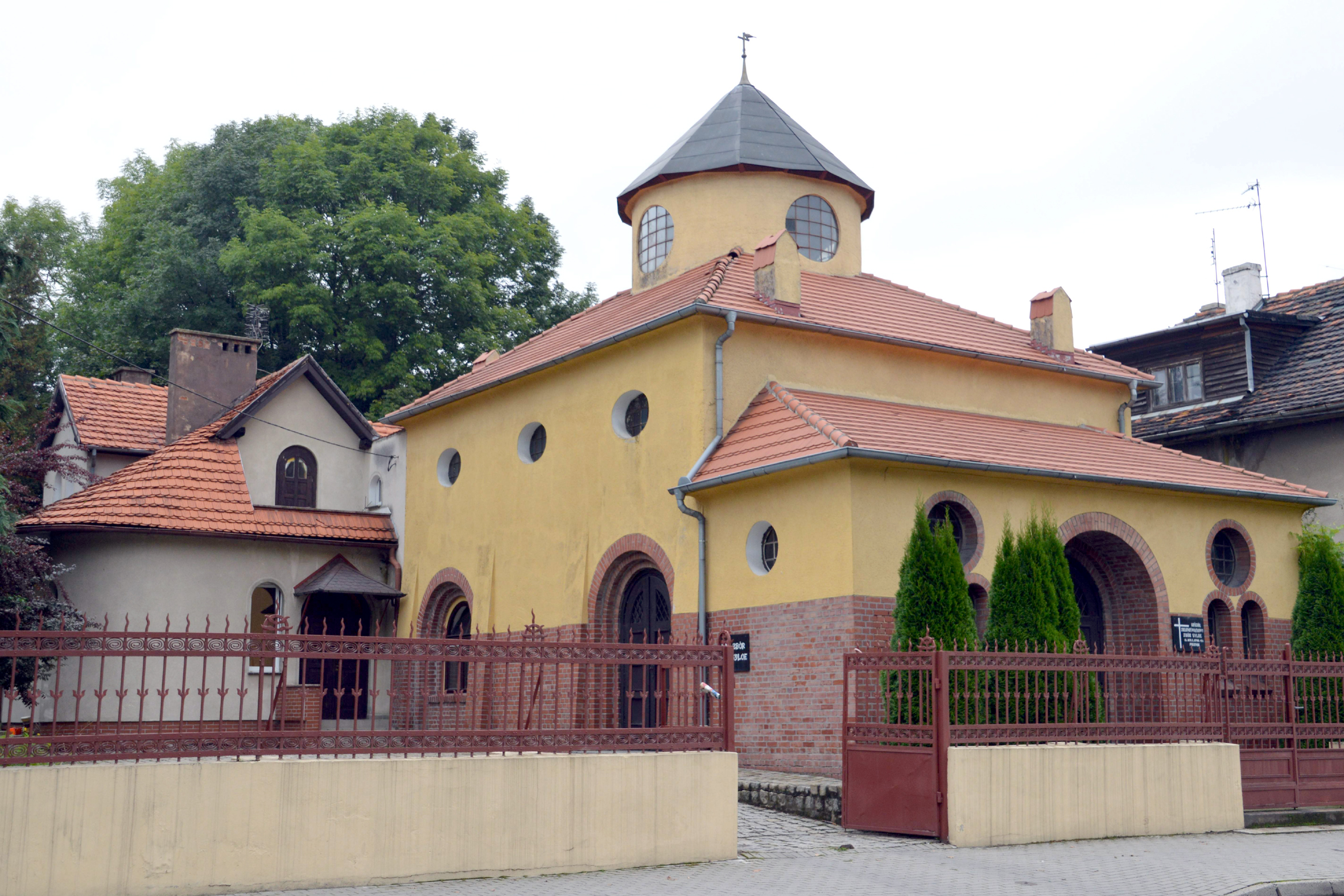
Zbór zielonoświątkowy, daw. kaplica cmentarna

### Kaplica na cmentarzu żydowskim
Dom przedpogrzebowy na terenie prudnickiego cmentarza żydowskiego został wybudowany w 1906. Według Arkadiusza Barona, do budowy tego obiektu w największym stopniu przyczynił się Josef Pinkus. Obecnie w budynku mieści się zbór „Syloe” Kościoła Zielonoświątkowego.

### Synagoga

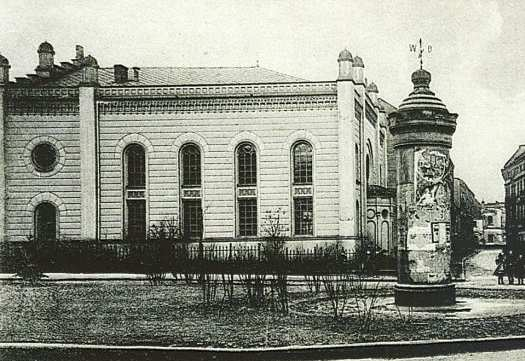
Synagoga w Prudniku

Synagoga została zbudowana w 1877 roku z inicjatywy i funduszy Samuela Fränkla, który także 3 maja 1877 dokonał jej poświęcenia. Projekt synagogi wykonał architekt o nazwisku Smith. Podczas nocy kryształowej z 9 na 10 listopada 1938 roku, bojówki hitlerowskie spaliły synagogę, a jej wypalone mury zostały rozebrane. Po zakończeniu II wojny światowej nie została odbudowana. Dziś na jej miejscu stoi niewielki pawilon handlowy.

## W kulturze
W 2023 zrealizowany został film dokumentalny Fränklowie&Pinkusowie. Wielkość i dziedzictwo autorstwa Macieja Dobrzańskiego we współpracy z TVP3 Opole, który przedstawia historię rodziny oraz ich wpływ na rozwój Prudnika.